# Szent Illés-fatemplom (Havasgáld)
A havasgáldi fatemplom műemlék Romániában, Fehér megyében. A romániai műemlékek jegyzékében az AB-II-m-B-00240 sorszámon szerepel.